# Juan Germán Roscio (paroisse civile)
Pour les articles homonymes, voir Roscio.
Juan Germán Roscio est l'une des trois paroisses civiles de la municipalité d'Independencia dans l'État de Táchira au Venezuela. Sa capitale est El Valle.